# Look Forward to Failure
Look Forward to Failure is een ep van de Amerikaanse punkband The Ataris. Het album werd uitgegeven op 10 november 1998 door Fat Wreck Chords en is het eerste en enige album dat de band via dit label heeft laten uitgeven. Enkele van de nummers van deze ep zijn ook te horen op het studioalbum Blue Skies, Broken Hearts...Next 12 Exits, dat het jaar daarop werd uitgegeven.

## Nummers
1. "San Dimas High School Football Rules" - 2:45
2. "Not a Worry in the World" - 2:22
3. "My So Called Life" - 2:41
4. "My Hotel Year" - 2:18
5. "Between You and Me" - 2:36
6. "That Special Girl" (ft. Mark Hoppus) - 1:55

## Band
- Kris Roe - zang, gitaar
- Patrick Riley - gitaar
- Michael Davenport - basgitaar
- Chris Knapp - drums